# Dollna
Dollna (polnisch Dolna, 1936–1945 Niederkirch) ist ein Ort in der zweisprachigen Stadt- und Landgemeinde Leschnitz (Leśnica) im Powiat Strzelecki der Woiwodschaft Opole in Polen.

## Geographie

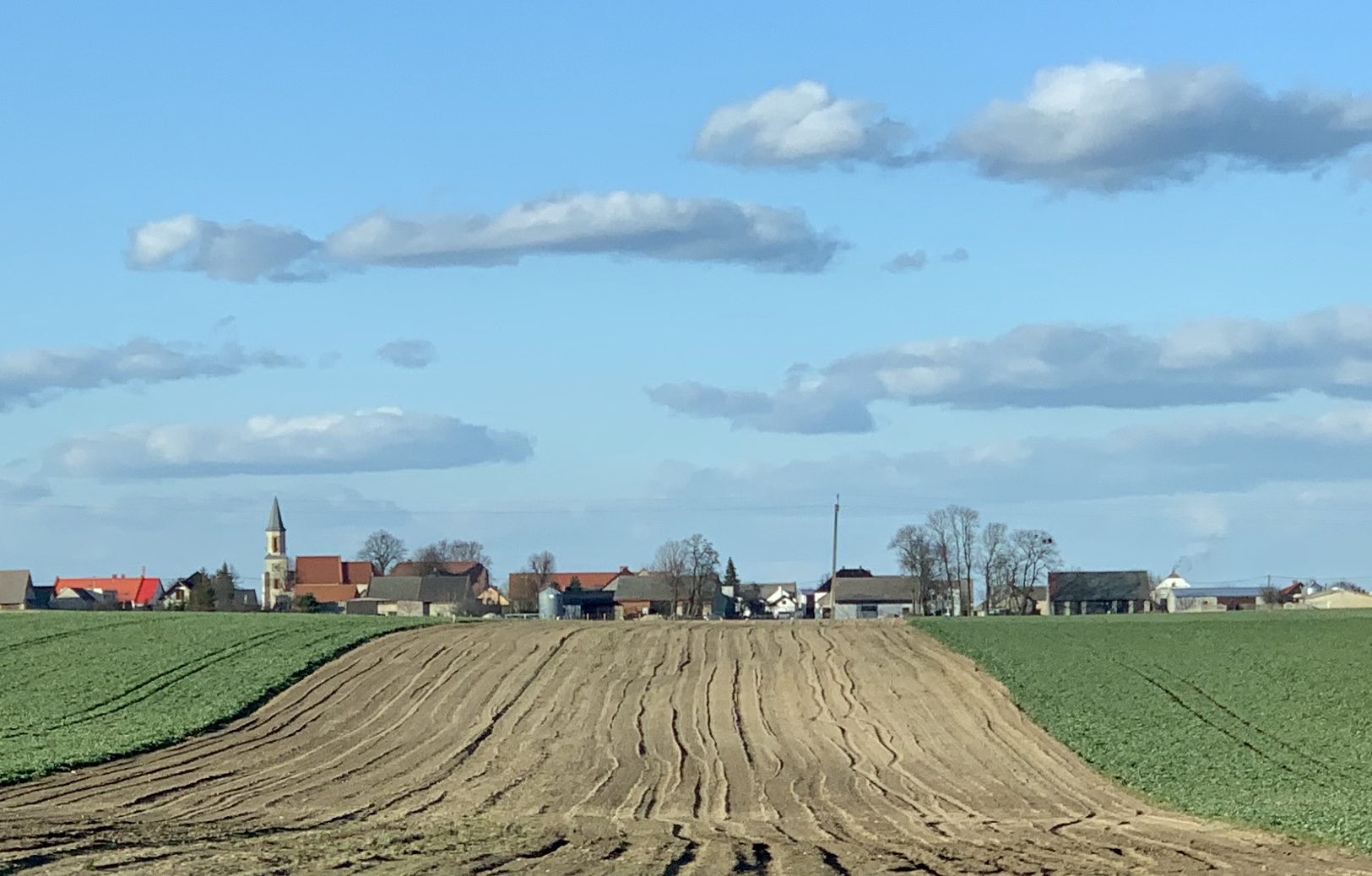
Blick auf Dollna

Das Angerdorf Dollna liegt sieben Kilometer nordöstlich von Gogolin, sieben Kilometer südwestlich von Strzelce Opolskie (Groß Strehlitz) und 40 Kilometer südöstlich von Opole (Oppeln) am nördlichen Rand des Landschaftsschutzgebiets Park Krajobrazowy Góra Świętej Anny. Südlich von Dollna verläuft die Autobahn A4.
Nachbarorte von Dollna sind im Norden Rożniątów (Rosniontau), Księży Las (Xionslas), im Südosten Scharnosin (Czarnocin ), im Südwesten Poremba (Poręba) und im Westen Kadlubietz (Kadłubiec).

## Geschichte

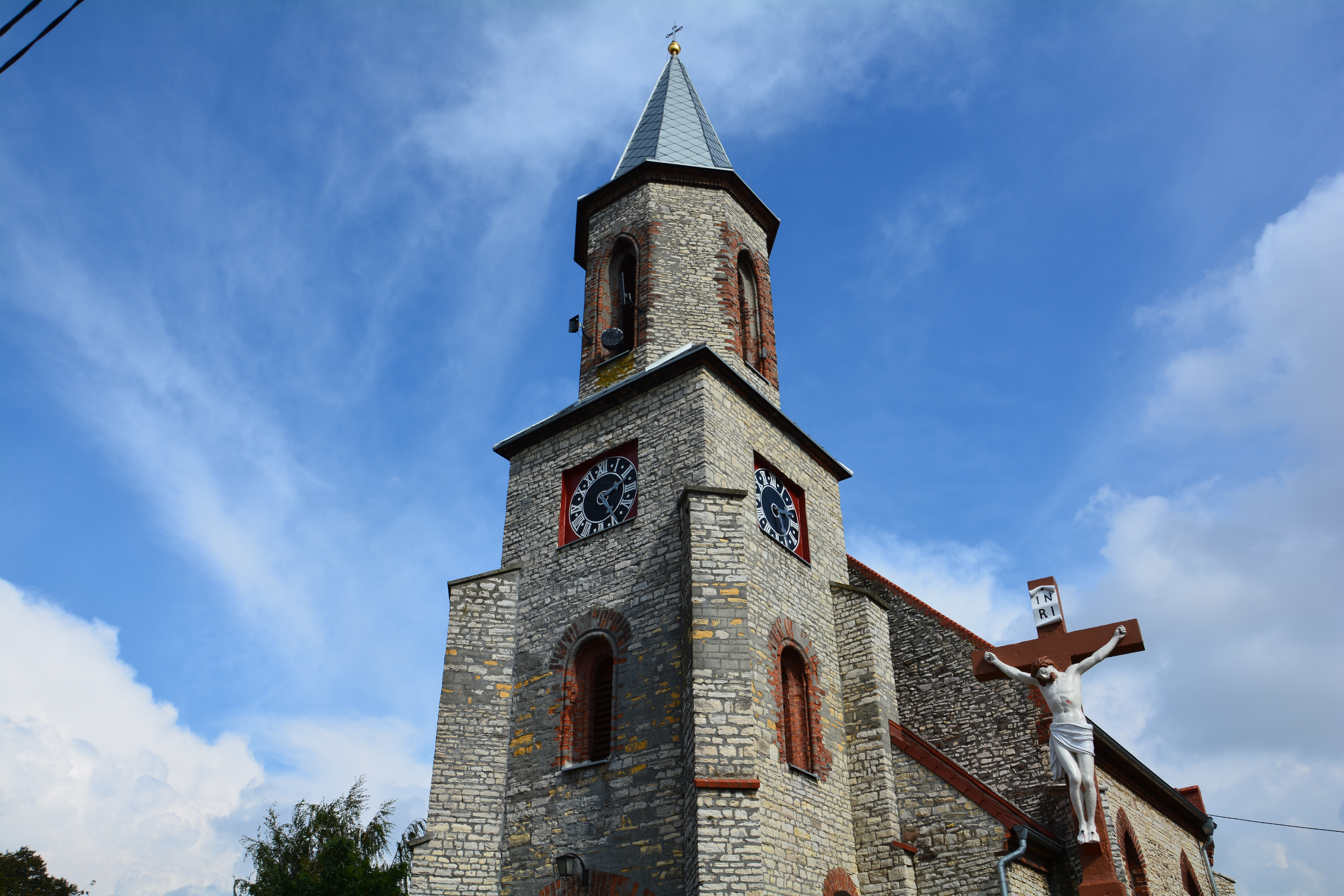
St.-Peter-und-Paul-Kirche

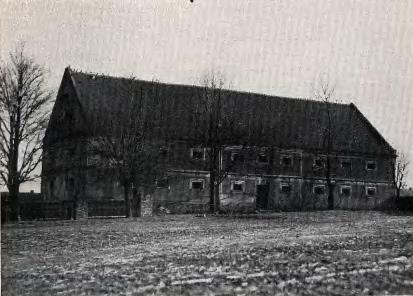
Dominiumspeicher um 1930

„Dolna“ wurde erstmals 1302 als erwähnt und die erste Kirche ist für das Jahr 1335 belegt.
1615 erwarb Georg von Redern das Dorf. Nach dem Ersten Schlesischen Krieg fiel Dollna 1742 mit dem größten Teil Schlesiens an Preußen. 1783 gehörte es einem Colonna. Die damals belegte Schule mit einem Lehrer wurde auch von den Kindern aus Scharnosin besucht. Die Einwohnerzahl lag damals bei 195. 
Nach der Neugliederung der Provinz Schlesien gehörte die Landgemeinde Dollna ab 1816 zum Landkreis Groß Strehlitz, mit dem sie bis 1945 verbunden blieb. 1817 gehörte Dollna dem Freiherrn von Gastheib. Die Zahl der Einwohner stieg auf 249. Johann Georg Knie verzeichnete 1845 für Dollna 65 Häuser, ein Vorwerk, ein Gasthaus und einen Kalksteinbruch. Damals wurden 463 Einwohner gezählt. Außerdem wurden 25 Wirte in Dolna registriert, die seit 1821 frei waren. 1861 zählte Dollna 548 Einwohner, 1910 577 Einwohner, 1939 563 Einwohner, 1996 388 Einwohner. Die jetzige neugotische Kirche St. Peter und Paul stammt aus dem Jahr 1856. 1874 wurde der Amtsbezirk Schloss Groß Strehlitz gegründet, der die Landgemeinden Adamowitz, Brzezina, Carlsthal, Czarnosin, Dollna, Dziewkowitz, Gonschiorowitz, Grzeboschowitz, Himmelwitz, Laziska, Liebenhain, Mokrolohna, Neudorf, Ollschowa, Petersgrätz, Rosniontau, Schironowitz v. P., Schironowitz v. R., Stephanshain, Sucholohna, Waldhäuser und Wierschleiche sowie die Gutsbezirke Adamowitz Vorwerk, Annahof Vorwerk, Brzezina Vorwerk, Gollaschütz Vorwerk, Grzeboschowitz Vorwerk, Groß Strehlitz, Schloß, Groß Strehlitz, Stadtwald, Groß Vorwerk, Gruschek Vorwerk, Himmelwitz Vorwerk, Johannishof Vorwerk, Komornicken Vorwerk, Ksionslaß Vorwerk, Neudorf Vorwerk, Reilshof Vorwerk und Wernerau und der Kolonie Adamowitz umfasste.
Bei der Volksabstimmung in Oberschlesien am 20. März 1921, die in der Gegend von bürgerkriegsähnlichen Zuständen begleitet wurde, stimmten in Dollna 151 Personen für einen Verbleib bei Deutschland und 180 für Polen. Trotzdem verblieb Dollna verblieb wie der gesamte Stimmkreis Groß-Strehlitz beim Deutschen Reich. Ab 1933 führten die neuen nationalsozialistischen Machthaber groß angelegte Umbenennungen von Ortsnamen slawischen Ursprungs durch. 1936 wurde der Ortsname von Dollna in Niederkirch geändert.
Als Folge des Zweiten Weltkriegs fiel Niederkirch 1945 unter polnische Verwaltung. Nachfolgend wurde es in Dolna umbenannt und der Woiwodschaft Schlesien angeschlossen. 1950 wurde es in die Woiwodschaft Opole umgegliedert. Seit 1999 gehört es zum Powiat Strzelecki. 2006 führte die Gmina Leśnica, der Dollna als Ortsteil angehört, Deutsch als Hilfssprache und im Jahr 2008 zweisprachige Ortsbezeichnungen ein.

### Einwohnerentwicklung
Die Einwohnerzahlen von Dollna:
| Jahr | Einwohner |
| ---- | --------- |
| 1783 | 195       |
| 1817 | 249       |
| 1844 | 463       |
| 1855 | 502       |
| 1861 | 548       |

| Jahr | Einwohner |
| ---- | --------- |
| 1910 | 577       |
| 1933 | 580       |
| 1939 | 563       |
| 1996 | 388       |

## Sehenswürdigkeiten
- Die römisch-katholische Peter-und-Paul-Kirche (Kościół św. Piotra i Pawła) wurde 1335 erstmals erwähnt. Der heutige steinerne Bau wurde 1856 im  Stil der Neugotik errichtet und zugleich altes Mauerwerk aus dem Vorgängerbau in den Neubau integriert. Die Kirche steht seit 1966 unter Denkmalschutz.[6]
- Denkmal für die Gefallenen beider Weltkriege
- Denkmal für die gefallenen polnischen Kosaken bei der Schlacht bei Sędziejowice
- Gedenkstein 700-Jahr-Feier
- Steinerne Wegekapelle

## Wirtschaft und Infrastruktur
Wie schon 1845 findet man heute in Dollna ein Gasthaus, eine Kirche sowie einen Tante-Emma-Laden.
Das ehemalige Schulgebäude beherbergt heute den örtlichen Kindergarten.
Der Friedhof in Dollna wird von den Bürgern des angrenzenden Dorfes Scharnosin mitbenutzt.
Ein Aufenthaltsraum der Deutschen Minderheit dient heute als Jugendtreff und Veranstaltungssaal.

## Vereine
- Deutscher Freundschaftskreis